# Antun Vrdoljak
Pour les articles homonymes, voir Vrdoljak.
Antun Vrdoljak, né à Imotski (Yougoslavie) le 4 juin 1931 , est un acteur et metteur en scène yougoslave et croate, aussi dirigeant sportif.

## Biographie
Depuis les années 1960 jusqu'au début des années 1990, Antun Vrdoljak est principalement actif au cinéma. Au début des années 1990, il s'implique en politique et est membre éminent de l'Union démocratique croate (HDZ), qui le conduit à sa nomination à différents postes. Plus particulièrement, il est directeur général du radio-télédiffuseur public croate de 1991 à 1995, et président du Comité olympique croate entre 1991 et 2000.

## Filmographie partielle

### Comme acteur
- 1960 : La Guerre (Rat) de Veljko Bulajić

### Comme réalisateur

#### Au cinéma
- 1969 : Ljubav i poneka psovka
- 1969 : Kad čuješ zvona (sh)
- 1971 : U gori raste zelen bor (hr)
- 1974 : Deps (sh)
- 1977 : Mećava (sh)
- 1979 : Povratak (sh)
- 1982 : Kiklop (sh)
- 1985 : Od petka do petka (sh)
- 1988 : Glembajevi (sh)
- 1990 : Karneval, anđeo i prah (sh)
- 2004 : Duga mračna noć (sh)
- 2019 : General (hr)

#### À la télévision
- 2010 : Tito (sh) (mini-série télévisée)